# Powrót króla
Powrót króla (ang. The Return of the King) – tytuł trzeciego i ostatniego tomu powieści (błędnie nazywanej trylogią) pt. Władca Pierścieni autorstwa J.R.R. Tolkiena. Tom obejmuje księgę piątą i szóstą powieści, a został po raz pierwszy wydany 20 października 1955 r. w Wielkiej Brytanii. Zawiera także sześć dodatków z dodatkowymi informacjami o Śródziemiu.

## Tytuł
W początkowym zamyśle Tolkiena Władca Pierścieni miał być pojedynczym tomem składającym się z sześciu ksiąg oraz rozszerzeń. Pierwotny wydawca podzielił powieść na trzy części, publikując księgi piątą i szóstą wraz z apendyksami pod tytułem Powrót króla. Tolkien uznał, że wyjawia on zbyt wiele treści i wskazał, że preferowanym przez niego tytułem była Wojna o Pierścień.
Proponowanym tytułem księgi V była Wojna o Pierścień. Księga VI miała ukazać się pod nazwą Koniec Trzeciej Ery. Oba tytuły zostały użyte w Wydaniu Tysiąclecia.
Powrót króla został ostatecznie opublikowany jako trzecia i zarazem ostatnia część Władcy Pierścieni, 20 października 1955.

## Treść

### Księga V: Wojna o Pierścień
Gandalf oraz Peregrin Tuk docierają do Minas Tirith, stolicy Gondoru, przynosząc namiestnikowi Denethorowi wieści o planowanym przez siły Saurona ataku na jego miasto. Pippin rozpoczyna służbę u Denethora w ramach odpłaty za poświęcenie Boromira, zmarłego syna Denethora i jego dziedzica. Odziany w srebrzysto-czarny uniform Strażnika Wieży, Pippin obserwuje wybuch wojny, podczas gdy Denethor popada w szaleństwo w chwili, gdy siły Mordoru zbliżają się do miasta. Faramir, młodszy brat Boromira wraca ze swojej misji z niedobitkami kompanii, której dowodził. Chwilę po przybyciu zostaje mu wydany rozkaz obrony ruin Osgiliath przed atakiem orków. Osgiliath pada, zaś śmiertelnie ranny Faramir powraca do Denethora. Widząc upadek miasta oraz swojego ostatniego syna w objęciach śmierci, Denethor rozkazuje ułożyć stos, pragnąc, by jego i jego syna pochłonęły płomienie. Minas Tirith zostaje oblężone przez siły Saurona, składające się z blisko dwustu tysięcy orków.
W międzyczasie w Rohanie Théoden i Rohirrimowie zbierają siły po Bitwie o Rogaty Gród, z której wyszli zwycięsko. Aragorn, po skonfrontowaniu Saurona przez palantír z Isengardu, wyrusza, by odnaleźć zaginioną armię Umarłych z Dunharrow przebywającą na Ścieżce Umarłych. Przy pomocy swoich towarzyszy Legolasa i Gimlego oraz kompanii Strażników z Arnoru wyrusza, by przekonać Armię Umarłych do walki z najeźdźcą Gondoru. Gdy Aragorn udaje się, by wykonać swoje zadanie, król Théoden zwołuje Jeźdźców Rohanu, by pomóc Gondorowi w potrzebie. Prośby Merry’ego, gorliwie pragnącego walczyć, są zbywane przez Théodena. Prowadzone przez leśne plemię Wosów, siły Théodena podróżują przez zapomnianą ścieżkę w celu dotarcia do Minas Tirith niespostrzeżonymi przez orków patrolujących główny szlak.
Siły Mordoru, dowodzone przez przerażającego Czarnoksiężnika z Angmaru, odnoszą sukces w przełamaniu bram Minas Tirith, lecz później zostają przygniecione nadjeżdżającą kawalerią Rohanu. Do bitwy dołącza także Czarna Flota z Umbaru. Siły Mordoru z początku radują się z jej przybycia, lecz później ulegają przerażeniu widząc na niej królewskie godło. Misja Aragorna zakładająca wykorzystanie Umarłych do przezwyciężenia Korsarzy z Umbaru się powiodła. Gondorczycy, którzy byli niewolnikami na statkach, przybywają, by walczyć z siłami Mordoru. W bitwie na polach Pelennoru Czarnoksiężnik zostaje zabity z pomocą Merry’ego przez Dernhelma, którym okazuje się Éowina, siostrzenica króla Théodena. Denethor próbuje spalić na stosie siebie i swojego syna, lecz Gandalfowi i Pippinowi udaje się uratować Faramira. Denethor ujawnia, że używał palantíru.
Gandalf uświadamia sobie, że Denethor spoglądał w kryształ wielokrotnie i był z tego powodu zmanipulowany przez Saurona. Ponadto Denethor stwierdza, że nie zaakceptuje Aragorna jako nowego króla i wówczas dokonuje samospalenia. Jednakże Faramir zostaje przeniesiony do Domów Uzdrowicieli, gdzie zostaje wyleczony przez Aragorna. Aragorn leczy także Merry’ego i Éowinę, którzy zostali zranieni przez Czarnoksiężnika przed jego ostatecznym upadkiem. Wiedząc, że powołanie nowych sił do walki przez Saurona jest kwestią czasu, Aragorn i Gandalf postanawiają zaatakować Czarną Bramę, chcąc odwrócić uwagę sił ciemności, by Frodo Baggins i Samwise Gamgee mogli dotrzeć do Góry Przeznaczenia i zniszczyć Jedyny Pierścień.
Gandalf i Aragorn prowadzą armię do Czarnej Bramy Mordoru i przystępują do oblężenia sił Saurona. Posłaniec z Czarnej Bramy, Rzecznik Saurona, przedstawia przedmioty należące do Froda: zbroję z mithrilu, elficki płaszcz i sztylet, po czym domaga się złożenia broni i poddanie woli Saurona jako warunku wypuszczenia Froda. Gandalf uznaje, że posłaniec kłamie i odrzuca jego propozycję. Rozpoczyna się bitwa, Pippin zabija trolla, który pada na niego, po czym traci przytomność, gdy nadlatują orły.

### Księga VI: Powrót króla
Przyjmując obowiązki powiernika Pierścienia na siebie, Sam ratuje swojego pana przed torturami i śmiercią z rąk orków w Wieży Cirith Ungol, gdzie przebierają się za orków. Frodo i Sam udają się do jałowych ziem Mordoru, gdzie zostają złapani przez bandę sług Saurona, lecz udaje im się zbiec. Plan Gandalfa mający na celu odwrócenie uwagi Saurona od Pierścienia odnosi sukces: Mordor jest prawie pusty, gdyż większość orków udała się, by walczyć z armią dowodzoną przez Gandalfa i Aragorna. Po wyczerpującej i niebezpiecznej podróży Frodo i Sam docierają do swojego celu: Szczeliny Zagłady. Gdy Frodo zamachuje się chcąc wyrzucić Pierścień, ulega jego wpływowi i przywłaszcza go. W tym samym momencie Gollum, który śledził dwóch bohaterów, atakuje Froda i odgryza jego palec z Pierścieniem. Gollum cieszy się odzyskawszy swój skarb, lecz traci równowagę i spada w przepaść razem z Pierścieniem. Pierścień zostaje zniszczony, uwalniając Śródziemie od władzy Saurona. Góra Przeznaczenia wybucha gwałtownie, więżąc Froda i Sama wśród potoków lawy do chwili, gdy na pomoc przybywają orły. Po upadku Saurona jego armie uciekają. Sauron pojawia się jako olbrzymi cień chcący pochłonąć armie ludzi, lecz jest bezsilny i rozwiewa go wiatr. Podlegli mu ludzie poddają się. Zwycięskie armie pozwalają im odejść do swych krain. Frodo i Sam zostają ocaleni i spotykają się z innymi członkami Drużyny, a następnie dostępują zaszczytów na Polach Cromallen w Ithilien.
W Minas Tirith Faramir i Éowina spotykają się w Domu Uzdrowicieli i zakochują się w sobie. Aragorn przybywa do Minas Tirith i zostaje koronowany na króla Gondoru w ceremonii mającej miejsce poza murami miasta, podczas której Frodo przynosi Aragornowi koronę królów Gondoru. Wyleczony Faramir zostaje Księciem Ithilien, a Beregond, który ocalił życie Faramira przed szaleństwem Denethora, zostaje mianowany kapitanem jego straży. Gandalf i Aragorn podążają na górę miasta, po czym znajdują młody pęd Białego Drzewa, które Aragorn sadzi w miejsce martwego drzewa. Niedługo potem, Arwena córka Elronda z Rivendell, a także Celeborn i Galadriela, przybywają do Minas Tirith. Aragorn poślubia Arwenę. Po pożegnaniu się hobbici powracają do domu i zastają Shire w stanie zniszczenia, jego mieszkańców sterroryzowanych przez Lotha (zwanego Szefem), którego kontroluje nieznana osoba o imieniu Sharkey. Sharkey przejął całkowitą władzę nad Shire wykorzystując zepsutych ludzi. Rozpoczął karczowanie drzew pod szyldem chęci uprzemysłowienia krainy.
Meriadok, Peregrin, Frodo i Sam obmyślają plan, jak przywrócić dawny stan rzeczy. Doprowadzają do powstania hobbitów i odnoszą zwycięstwo w Bitwie nad Wodą, dzięki któremu udaje im się uwolnić Shire. Na progu drzwi do Bag End spotykają Sharkeya, którym okazuje się Saruman przebywający tam wraz z Grímą. Ten ostatni podcina gardło swojemu dawnemu panu, po czym sam zostaje zabity przez łuczników hobbitów przy próbie ucieczki. Duch Sarumana zostaje odepchnięty na wschód, zaś jego ciało natychmiast się rozkłada. Z czasem Shire odzyskuje dawny blask. W miejscach wielu z drzew ściętych przez Sarumana Sam zasadza ziarna otrzymane w podarunku przez Galadrielę. Domy zostają odbudowane, a pokój powraca. Sam żeni się z Różą Cotton. Frodo nie może wyzdrowieć z rany, którą mu zadał Czarnoksiężnik z Angmaru. Frodo udaje się na Zachód wraz z Gandalfem, Bilbem i wieloma elfami. To wydarzenie zostaje później uznane za koniec Trzeciej Ery. Sam, Merry i Pippin obserwują, jak Gandalf, Bilbo i Frodo oraz elfowie odpływają na Najdalszy Zachód. Jako dziedzic dóbr Froda, Sam powraca do Bag End. Gdy powraca, zostaje przywitany przez Różę i córkę, Elanor.

## Dodatki
Informacje przedstawione w tej części służyły zilustrowaniu Wojny o Pierścień oraz jej przyczyn oraz uzupełnienie luk w zasadniczym wątku historii. Ich źródłem miały być dokumenty, pisane lub gromadzone przez hobbitów (na czele z Czerwoną Księgą Marchii Zachodniej).
Do tej części książki należą:
- Dodatek A „Kroniki królów i władców” zawierający informacje na temat historii i władców Numenoru, Arnoru, Gondoru i Rohanu, a także historii krasnoludów, z naciskiem na Durina i jego potomków[7]. W dodatku znalazł się także fragment historii Aragorna i Arweny[8],
- Dodatek B „Kronika Lat (Kronika Królestw Zachodnich)” przedstawiający historię wydarzeń mających miejsce w Numenorze i Śródziemiu od początku Drugiej Ery do początku Czwartej Ery[9],
- Dodatek C „Rodowody”, czyli drzewa genealogiczne niektórych rodzin hobbitów – głównie uczestników przyjęcia urodzinowego Bilba – i członków Drużyny Pierścienia, także rodowód krasnoludów z Ereboru[10],
- Dodatek D „Kalendarz Shire'u” zawierający opis kalendarza używanego w Shire oraz innych kalendarzy Śródziemia[11],
- Dodatek E „Pisownia i rodzaje liter” podający informacje na temat języków Śródziemia (Westron, quenya, sindarin) i alfabetów (tengwar oraz cirth)[12],
- Dodatek F „Języki i ludy Trzeciej Ery” i „Zasady przekładu” omawiający języki Śródziemia według ras oraz zawiera wyjaśnienie nazw „hobbit”, „Gamgee” i „Brandywina”[13].